# Richard-Ducros
Richard-Ducros était une entreprise spécialisée dans la chaudronnerie originaire d'Alès dans le département du Gard (région Occitanie) et répartie sur cinq sites dont trois à Alès, un à Charmes dans les Vosges et un à Sarbazan dans les Landes, ainsi qu'une usine de tôlerie fine localisée en Hongrie.
Elle est en cours de liquidation mais non encore radiée du registre du commerce et des sociétés.

## Historique
Les établissements Richard-Ducros sont fondés en 1868 au centre de la ville d'Alès sous la forme d'un petit atelier de serrurerie dirigée par la famille Richard-Ducros jusqu'en 2010. La politique de diversification transversale des dirigeants a conduit l'entreprise à se positionner dans les domaines de la charpente métallique, des ouvrages d’art, des pylônes, de la chaudronnerie, de la mécano-soudure, voire de la tôlerie fine et de l’intégration de composants électroniques et de câbles informatiques, notamment pour IBM.
En 1890, Jules Richard Ducros construit une usine métallurgique dans ce qui est aujourd'hui la rue Jean-Julien-Trélys à Alès.
Ces bâtiments sont agrandis en 1917 en raison d'une activité importante de l'entreprise pendant la Première Guerre mondiale, ils sont aujourd'hui inscrit à l'inventaire général du patrimoine culturel sous la référence IA00128178.
En 1918, la direction de l'entreprise passe à Adolphe Richard Ducros. En 1924, l'entreprise est autorisé à construire une nouvelle usine près de la verrerie Montaner, à la montée de Silhol à Alès. La nouvelle usine construite en 1925 est utilisée pour la fabrication de constructions métalliques soudées (ponts, halles) et de chaudronnerie industrielle, les bâtiments originaux sont alors utilisés pour la vente de pièces et comme atelier de petites réparations puis sont progressivement désaffectés. En 1931, à la suite d'un incendie de la verrerie Montaner, Richard Ducros en acquiert les parcelles et les bâtiments. En 1935 c'est l'usine de construction mécanique Labrosse cis à Alès qui est achetée par Adolphe Richard Ducros, cette usine est revendue en 1946 par la veuve de Adolphe Richard Ducros.
Le 11 novembre 1944, Jean Richard-Ducros, patron de l'entreprise, est arrêté sur ordre du comité départemental de Libération du Gard. La SA Richard-Ducros est alors mise sous administration provisoire tandis que des poursuites sont engagées, mais en novembre 1945 Jean Richard-Ducros est en liberté surveillée pour pouvoir gérer l'entreprise tandis que la procédure est en cours d'instruction devant la cour de justice de Versailles. Par ailleurs, de 1943 à 1955 l'usine de la montée de Silhol fait l'objet de nombreux reconstructions et agrandissements.
Le 7 octobre 2010, le groupe Fayat rachète l'entreprise comprenant également les deux sites de production Alésiens (Montée de Silhol et Croupillac), celui de Charmes et celui de Sarbazan, site spécialisé dans la fabrication de pylônes électriques.
À la suite de la liquidation de l'entreprise en mai 2011, une partie du personnel technique spécialisé en ouvrages d'art est transféré au sein de l'entité Castel et Fromaget, également affiliée au groupe Fayat, tandis que le site de Charmes est racheté le 1 aout 2011 par l'entreprise de construction métallique Matière .

## Ouvrages notables
Richard-Ducros s'est forgé au fil des ans une liste importante d'ouvrages en particulier au travers des divers viaducs, ponts ou passerelles qu'elle a réalisé sur toute la France, et notamment avec sa participation à la réalisation de la ligne LGV Est européenne. Parmi les plus emblématiques de ces ouvrages nous pouvons citer les suivants :
- vers 1945 : Reconstruction du pont de Trinquetaille à Arles, immortalisé par Vincent van Gogh, franchissant le Rhône pour relier le quartier de Trinquetaille et la Camargue au reste de la ville[12]
- 1992 : Viaduc de la Haute-Colme
- 1993 : Mât d'éclairage du pont Palmers à La Courneuve
- 1994 : Nouveau pont de Pont-Saint-Esprit, un pont-route franchissant le Rhône pour relier Pont-Saint-Esprit dans le département du Gard et Mondragon dans le département du Vaucluse[13].
- 1995 : Pont Pierre-Bérégovoy permettant à l'autoroute française A77 de franchir la Loire entre les communes de Saint-Eloi et de Sermoise-sur-Loire, dans le département de la Nièvre en France.
- 2000 : Passerelle de la Fraternité, une passerelle pour piétons et cycles franchissant le Canal Saint-Denis à Aubervilliers dans le département de la Seine-Saint-Denis.
- 2003 : Viaduc du Val Saint-Léger
- 2006 : Passerelle d'Escalès, une passerelle pour piétons et cycles franchissant la RD933S à Saint-Sever dans le département des Landes[14].
- 2008 : Tribune du Stade Auguste-Delaune à Reims[15]
- 2009 : Viaduc de Bocognano

### Sources
Sur les difficultés de l'entreprise à la Libération
- Fabrice Sugier, « Les difficultés de l'épuration économique dans le Gard : l'affaire Richard-Ducros (1944-1946) », Le Midi rouge, AMLR (d), no 31,‎ juin 2018, p. 19-20 (ISSN 1778-8927, BNF 40086479)..